# Peluda
De peluda (ook wel Velue genoemd) is een Frans fabeldier, een waterdraak met slangenstaart, een lijf als van een stekelvarken en schildpadpoten. De peluda had geen vleugels, ademde vuur en spoog gif. Bovendien kon het zijn giftige stekels afschieten op zijn tegenstanders. Het dier zou zijn geweigerd bij de Ark van Noach, maar vervolgens toch de Zondvloed hebben overleefd.
De peluda maakte eeuwenlang een rivier in Frankrijk onveilig. Hij kon niet verslagen worden omdat de stekelhuid hem zo goed als onkwetsbaar maakte. Het dier werd uiteindelijk gedood door de verloofde van een van zijn slachtoffers, die de zwakke plek van het beest vond: hij sneed de staart van het beest af, en wist het zo te doden.